# Cofides
La Compañía Española de Financiación del Desarrollo, más conocida por el acrónimo Cofides, es una empresa pública española que presta apoyo financiero a las inversiones de las empresas españolas en el exterior. Este apoyo financiero lo realiza mediante la asignación de sus fondos propios, así como de aquellos fondos públicos que le asigne el Gobierno de España.
Se trata de una empresa de capital mixto, con un control mayoritariamente público pero participada por algunos de los principales bancos españoles así como por el Banco de Desarrollo de América Latina y el Caribe.
La empresa tiene su sede en el número 278 del paseo de la Castellana de Madrid, edificio que comparte con su principal accionista, la empresa ICEX España Exportación e Inversiones.

## Historia
La creación de esta empresa se aprobó por Acuerdo del Consejo de Ministros de 12 de febrero de 1988, siendo constituida formalmente mediante escritura pública el 29 de diciembre de 1988.
Posteriormente, con la aprobación de la Ley 66/1997, de 30 de diciembre, de Medidas Fiscales, Administrativas y del Orden Social, se le asignó la gestión de tres fondos públicos, el Fondo para Garantías de Operaciones de Financiación de Inversiones en el Exterior, el Fondo para Inversiones en el Exterior y el Fondo para Operaciones de Inversión en el Exterior de la Pequeña y Mediana Empresa. Estos dos últimos aun perduran y son gestionados por Cofides.
Los años posteriores supusieron la encomienda de gestión de otros fondos que fueron apareciendo y desapareciendo, siendo el más reciente de ellos el Fondo de Impacto Social, creado en junio de 2024.
Asimismo, en los últimos años se ha fomentado desde el Gobierno la ampliación del número de accionistas privados, integrando nuevos como el Banco Popular en diciembre de 2013, o el Banco de Desarrollo de América Latina y el Caribe al año siguiente.

## Capacidad financiera y fondos
Además de los fondos propios que rondan los 216 millones de euros (a diciembre de 2023), la principal vía de financiación de Cofides son los fondos públicos que gestiona por delegación del Gobierno de España, que son:
| Nombre                                                                                       | Creación | Objetivo                                                                                    | Recursos | Ref.   |
| -------------------------------------------------------------------------------------------- | -------- | ------------------------------------------------------------------------------------------- | -------- | ------ |
| Fondo para Inversiones en el Exterior (FIEX)                                                 | 1997     | Apoyar la implantación o crecimiento de las empresas españolas en el extranjero.            | 1128     | [ 9 ]  |
| Fondo para Operaciones de Inversión en el Exterior de la Pequeña y Mediana Empresa (FONPYME) | 1997     | Apoyar la implantación o crecimiento de las empresas españolas en el extranjero.            | 90       | [ 10 ] |
| Fondo de Recapitalización de empresas afectadas por la COVID-19 (FONREC)                     | 2021     | Apoyo temporal a la solvencia de las empresas españolas por la pandemia de COVID-19.        | 1000     | [ 11 ] |
| Fondo de Coinversión (FOCO)                                                                  | 2023     | Atraer inversores extranjeros a España.                                                     | 2000     | [ 12 ] |
| Fondo de Impacto Social (FIS)                                                                | 2024     | Apoyar la inversión de impacto en España y reforzar el ecosistema de emprendimiento social. | 400      | [ 13 ] |

Además de estos fondos que gestiona directamente, Cofides presta apoyo técnico a la AECID en la gestión del Fondo para la Promoción del Desarrollo (FONPRODE), a la Comisión Europea en la gestión fondos para el desarrollo y a otras organizaciones, como el Fondo Verde para el Clima.

## Accionariado
El accionariado de Cofides se caracteriza por ser mixto, esto es, su capital se distribuye entre organismos públicos y entidades privadas:
- Capital público:
  - ICEX España Exportación e Inversiones: 25,74 %.
  - Instituto de Crédito Oficial: 20,31 %.
  - Enisa: 7,63 %
- Capital privado:
  - Banco Santander: 20,17 %.
  - BBVA: 16,68 %.
  - Banco Sabadell: 8,33 %.
  - CAF - Banco de Desarrollo de América Latina y el Caribe: 1,14 %.